# Versátil (sexualidad)
En el ámbito de la sexualidad, versátil se refiere a la persona que alterna entre pasivo y activo.
Cualquiera puede ser versátil, independientemente de su sexo o género, u orientación sexual.
Esto es más común en el comportamiento sexual entre hombres: donde las parejas sexuales pueden cambiar los roles según el estado de ánimo o el deseo, o permitir que todos experimenten su actividad favorita.[cita requerida]También es común que una persona versátil tenga sus preferencias con múltiples parejas: donde con una pareja actúa solo como activo y como pasivo con otra exclusivamente.[cita requerida]

## El estilo de vida
La versatilidad se puede definir como un estilo de vida. La mayoría de hombres que tienen sexo con hombres no se ajustan a los estereotipos gais: es difícil encontrar a estos hombres con una expresión de género puramente femenina o fácilmente percibidos a través de estereotipos como gais. «En las grandes ciudades de Estados Unidos, se espera que en su mayor parte los varones gais sean versátiles, no sólo en lo que respecta a ser activos o pasivos, sino también en la elección de actos particulares (por ejemplo, masturbación, sexo oral y anal)». Sin embargo, la versatilidad no se limita a los simples actos de sexo oral y penetración anal, sino que incluye la división de los deberes y responsabilidades en la relación.
Vivir una vida versátil implica una cierta apertura a lo nuevo, y una oposición a etiquetas, estereotipos y generalizaciones. Este concepto difiere de las relaciones heterosexuales (entre un varón y una mujer), donde la compatibilidad sexual no comienza adivinando quién terminará como pasivo o activo.

El escenario recíproco en que dos varones se follan el uno a otro, a menudo se ejerce como una celebración de igualdad. Lo que diferencia a este escenario de los demás es la versatilidad de ambos varones involucrados. La versatilidad es una característica exclusiva e importante del sexo anal masculino. Algunos hombres la consideran una liberación; [...] para ellos la versatilidad es como hablar dos idiomas diferentes. Se requiere una clase especial de creatividad, ludicidad, curiosidad y coordinación.
Steven Underwood

## Variedades
Cuando un varón versátil se describe en un perfil en un sitio de encuentros (en Internet), es posible que escriba que es «versátil más pasivo» (lo que indica que puede penetrar pero tiene preferencia por ser penetrado) o «versátil más activo» (que puede ser penetrado pero tiene preferencia por penetrar).

## Actos sexuales
La variante «flip-flop» (vuelta y vuelta, en idioma inglés) se refiere a la conmutación entre top (activo) y bottom (pasivo) durante un mismo encuentro de sexo anal entre dos varones. En esta variante, ambos participantes se penetran el uno al otro alternativamente.

## Actores porno versátiles
Un estudio austriaco sobre pornografía ha demostrado que, por lo menos, el 82,4% de los varones que trabajan en la industria del porno homosexual son versátiles en algún momento de su carrera profesional.

### Premios al porno versátil
Desde 2004 se han presentado varios premios a los más sobresalientes actores porno versátiles.
Premio Grabby («agarradito»), otorgado cada año al «mejor intérprete versátil»:
- 2004: Holloway de Anthony
- 2005: Brad Benton
- 2006: Rod Barry
- 2007: Francesco D'Macho
- 2008: Erik Rhodes
- 2009: Dean Flynn

Golden Dickie (‘penecito de oro’) al «mejor intérprete versátil»:
- 2008: Jason Crew

International Escort Award (premio al prostituto internacional) para el «escort versátil» fueron:
- 2006: Tommy DeLuca
- 2008: Chase Evans y Kyle Foxxx
- 2009: Mike Roberts